# Donald C. Bolduc

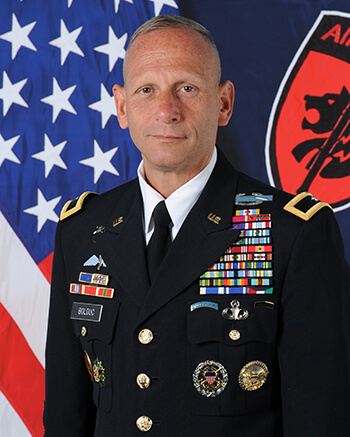
Donald C. Bolduc als Kommandeur des SOCAFRICA

Donald C. Bolduc (* 1961 oder 1962) ist ein ehemaliger Brigadegeneral der United States Army.
Bolduc trat am 28. Juni 1981 in die Army ein. Seit dem Ausbruch des Afghanistankriegs war Bolduc mehrmals im Land stationiert. Bolduc war als Brigadegeneral von 2013 bis 2015 Stellvertretender Leiter des AFRICOM. Anschließend war Bolduc zwei Jahre lang Kommandeur des SOCAFRICA. Er schied daraufhin im Jahr 2017 aus dem Militär aus.
2020 nahm er an der Primary der Republikanischen Partei zur Nominierung eines Kandidaten für die kommende Wahl zum Senat der Vereinigten Staaten um einen Sitz für den Bundesstaat New Hampshire teil. Er unterlag im September jedoch dem Rechtsanwalt Corky Messner mit 50,96 % zu 42,73 % der abgegebenen Stimmen.